# ジョン・ギャレルズ
ジョン・カーライル・ギャレルズ（John Carlyle Garrels、1885年11月18日 - 1956年10月21日）は、アメリカ合衆国の陸上競技選手。1908年ロンドンオリンピックの110mハードルはアメリカ人4人による決勝となり、フォレスト・スミスソン（Forrest Smithson）に次ぎ15.7秒の記録で銀メダルを獲得。さらに、砲丸投にも出場。13.18mの投てきを行い、 アメリカのラルフ・ローズ（Ralph Rose）、イギリスのデニス・ホーガン（Denis Horgan）に次ぎ銅メダルを獲得した。